# خاتون لوریگ
خاتون لوریگ (گرجی: ხათუნა ქვრივიშვილი؛ زادهٔ ۱ ژانویهٔ ۱۹۷۴) ورزشکار تیراندازی با کمان اهل ایالات متحده آمریکا است.
وی در مسابقات کشوری و بین‌المللی در مجموع برندهٔ ۳ مدال طلا، ۳ مدال نقره، ۲ مدال برنز شده‌است.